# 2009년 대한민국의 베스트셀러 목록
다음은 2009년 대한민국의 베스트셀러 목록이다. 

## 종합
1. 엄마를 부탁해
2. 1Q84 1(양장본 HardCover)
3. 매일 읽는 긍정의 한 줄(양장본 HardCover)
4. 그건 사랑이었네
5. 4개의 통장 1
6. 세상에 너를 소리쳐
7. 해커스 토익 READING(3판)(단어암기장1권, 해설집1권포함)
8. 살아온 기적 살아갈 기적
9. 넛지 : 똑똑한 선택을 이끄는 힘(양장본 HardCover)
10. 신 1
11. 공부하는 독종이 살아남는다
12. 네가 어떤 삶을 살든 나는 너를 응원할 것이다(양장본 HardCover)
13. ENGLISH RESTART BASIC
14. 지금 사랑하지 않는 자 모두 유죄
15. 해커스 토익 스타트 READING(초보토익 4주완성)
16. 해커스 토익 보카(무료 단어암기 TEST, 무료학습자료 제공)
17. 평화를 사랑하는 세계인으로
18. 도가니
19. 해커스 토익 LISTENING(개정판 3판)(CD1장, 해설집포함)
20. 더 리더: 책 읽어주는 남자
21. 천년의 금서(양장본 HardCover)
22. 시크릿(양장본 HardCover)
23. 참 서툰 사람들(양장본 HardCover)
24. 브레이킹 던: 트와일라잇 4부
25. 서른살이 심리학에게 묻다
26. 아웃라이어(OUTLIERS)
27. 청춘불패: 이외수의 소생법
28. 듀이
29. 눈먼 자들의 도시(양장본 HardCover)
30. 뉴문 트와일라잇 2부
31. 트와일라잇 1부
32. 시원스쿨 기초영어법(CD1장포함)
33. 이클립스 : 트와일라잇 3부
34. ENGLISH RESTART ADVANCED 1 :스피킹편
35. 나쁜 사마리아인들
36. 오두막
37. 아주 가벼운 깃털 하나
38. 개밥바라기별(양장본 HardCover)
39. 화폐전쟁(양장본 HardCover)
40. 해커스 토익 스타트 LISTENING(CD1장포함)
41. 너도 떠나보면 나를 알게 될 거야
42. 뇌파진동: 원하는 것을 이루는 뇌의 비밀
43. 심리학이 서른 살에게 답하다
44. 아름다운 마무리(반양장)
45. 미실(제1회 세계문학상 당선작)
46. 용의자 X의 헌신(양장본 HardCover)
47. 일기일회(一期一會)(법정 스님 법문집 1)
48. 일본전산 이야기
49. 열등감을 희망으로 바꾼 오바마 이야기(청소년 롤모델 시리즈 2)(반양장)
50. 구해줘(2판)
51. HACKERS VOCABULARY(해커스 보캐블러리)
52. 스물일곱 이건희처럼
53. 멀리 가려면 함께 가라
54. 위저드 베이커리(양장본 HardCover)
55. ENGLISH RESTART ADVANCED 2 : 리딩편
56. 아이의 사생활
57. 마법천자문 17
58. 회사가 붙잡는 사람들의 1% 비밀
59. 나는 아내와의 결혼을 후회한다
60. 꿈 너머 꿈(아침편지 고도원의)
61. 여보 나좀 도와줘
62. 흐르는 강물처럼(반양장)
63. 토마토 BASIC READING(토익이 가벼워지는)(2판)(필수단어암기장포함)
64. 꿈꾸는 다락방(양장본 HardCover)
65. 후불제 민주주의
66. 내 심장을 쏴라
67. 이혜영의 뷰티 바이블
68. 승자는 혼자다 1(양장본 HardCover)
69. 불평 없이 살아보기(양장본 HardCover)
70. 연을 쫓는 아이(개정판)
71. 연금술사
72. 하악하악: 이외수의 생존법
73. 성공과 좌절
74. 왜 세계의 절반은 굶주리는가
75. 지도 밖으로 행군하라
76. 공무도하
77. 긍정이 걸작을 만든다
78. 왜 나는 너를 사랑하는가(개정판)(양장본 HardCover)
79. 사랑해 사랑해 사랑해(아기 그림책 보물창고 1)(양장본 HardCover)
80. 불안
81. 지식 e SEASON 1
82. 내 영혼이 따뜻했던 날들(4판)
83. HACKERS TOEFL READING (iBT)
84. 산책하는 이들의 다섯 가지 즐거움(제33회 이상문학상 작품집)(2009)(이상문학상 작품집)
85. 폰더 씨의 실천하는 하루 (양장본 HardCover)
86. 심리학 초콜릿(나를 위한 달콤한 위로)
87. 해커스 텝스 READING: 문법ㆍ어휘ㆍ독해 기본에서 실전까지(단어암기장1권, 해설집1권포함)
88. 상실의 시대(원제: 노르웨이의 숲)(3판)
89. 카네기 인간관계론
90. 10미터만 더 뛰어봐
91. 파페포포 레인보우
92. Basic Grammar in Use : With Answers (2/e(한국어판)
93. 해커스 그래머 스타트: 시험 대비 기본 영문법
94. 천사와 악마 1
95. 토마토 BASIC LISTENING(TAPE 별매)(토익이 가벼워지는)(2판)
96. 위대한 선물(스베덴보리의)(양장본 HardCover)
97. 당신의 조각들
98. 버전업 굿모닝 독학일본어 첫걸음(개정판)(CD2장포함)
99. 주식투자 무작정 따라하기(개정판)
100. 지금 당장 경제공부 시작하라(경제에 통하는 책 시리즈 3)

## 같이 보기
- 대한민국의 베스트셀러